# Bretoncelles
Bretoncelles là một xã thuộc tỉnh Orne vùng Normandie tây bắc nước nước Pháp. Xã này nằm ở khu vực có độ cao trung bình 155 mét trên mực nước biển.